# Такахаси, Такэо
Такэо Такахаси (яп. 高橋 武夫; род. 13 мая 1947, Синагава), прежнее имя Такэо Кимура (яп. 木村 武夫) — японский футболист и тренер. Выступал за сборную Японии.

## Клубная карьера
После окончания средней школы в 1966 году Такахаси стал игроком «Фурукава Электрик». В сезоне 1967 года он забил 15 голов и стал лучшим бомбардиром чемпионата. На тот момент ему было 20 лет и он стал самым молодым бомбардиром японской лиги JSL. Он покинул клуб в 1973 году и поступил в Токийский университет сельского хозяйства. После его окончания в 1979 году он присоединился к «Toshiba» из второго дивизиона JSL. В 1979 году клуб стал чемпионом второго дивизиона, но так и не был повышен в классе. В 1982 году Такахаси завершил карьеру.

## Карьера в сборной
В декабре 1966 года Такахаси был вызван в сборную Японии на Азиатские игры 1966 года. На этом турнире 17 декабря он дебютировал против Таиланда. Он участвовал в матчах квалификации на Летние Олимпийские игры 1968 года и отборочных матчах к чемпионату мира 1970. Летние Азиатские игры 1970 года стали его последним турниром в составе национальной команды, а заключительным матчем стала встреча с Южной Кореей. Всего Такахаси провел 14 игр и забил 4 гола за сборную Японии.

## Тренерская карьера
После окончания игровой карьеры в 1987 году Такахаси стал главным тренером «Toshiba» (позже — «Консадоле Саппоро»). В 1989 году он привел клуб к победе в дивизионе 2 и выходу в высший дивизион страны. Он руководил клубом до 1996 года.

## Достижения

### Личные
- Лучший бомбардир JSL D1: 1967
- Боевой дух JSL D1: 1967
- Символическая сборная JSL D1: 1967

## Статистика

### В клубе
| Сезон | Клуб              | Лига   | Матчи | Голы |
| ----- | ----------------- | ------ | ----- | ---- |
| 1966  | Фурукава Электрик | JSL D1 | 10    | 6    |
| 1967  | Фурукава Электрик | JSL D1 | 13    | 15   |
| 1968  | Фурукава Электрик | JSL D1 | 12    | 6    |
| 1969  | Фурукава Электрик | JSL D1 | 14    | 6    |
| 1970  | Фурукава Электрик | JSL D1 | 13    | 6    |
| 1971  | Фурукава Электрик | JSL D1 | 14    | 3    |
| 1972  | Фурукава Электрик | JSL D1 | 8     | 3    |
| 1973  | Фурукава Электрик | JSL D1 | 9     | 2    |
| Итого | Итого             | Итого  | 93    | 47   |

### В сборной
| Сборная Японии | Сборная Японии | Сборная Японии |
| Год            | Матчи          | Голы           |
| -------------- | -------------- | -------------- |
| 1966           | 2              | 1              |
| 1967           | 1              | 0              |
| 1968           | 2              | 0              |
| 1969           | 1              | 0              |
| 1970           | 8              | 3              |
| Итого          | 14             | 4              |